# Jukawův potenciál
Jukawův (též Yukawův) potenciál je potenciál popisující pole jaderných sil krátkého dosahu v atomovém jádře. Tento potenciál je pojmenován podle japonského fyzika Hidekiho Jukawy, nositele Nobelovy ceny za fyziku.
Jukawův potenciál V(r) definujeme jako 

{\displaystyle V(r)={\frac {\exp(m\,c\,r\,\hbar ^{-1})}{r}}}

kde m je hmotnost zprostředkující částice

kde {\displaystyle {\frac {\hbar }{m\,c}}} je (redukovaná) Comptonova délka zprostředkující částice

kde r je vzdálenost od středu dané soustavy